# Фрідріх Гшвайдль
Фрідріх Гшвайдль (нім. Fritz Gschweidl, 13 грудня 1901, Відень — 15 квітня 1970, Відень) — австрійський футболіст, що грав на позиції нападника. По завершенні ігрової кар'єри — тренер.
Один з учасників знаменитої «Вундертім», володар Кубка Мітропи 1931. Вважається легендою австрійського клубу «Ферст Вієнна», в якому провів майже всю свою кар'єру, вигравши низку трофеїв.

## Клубна кар'єра
Першим клубом Фрідріха Гшвайдля був «Штеберсдорф», звідки в 1920 році він перебрався в «Бевегунг XX», з яким в сезонах 1922/23 і 1923/24 виступав у другому дивізіоні Австрії. В середині сезону 1923/24 Гшвайдль перейшов у віденський клуб «Ферст Вієнна». «Довгий Фріц», як його називали через великий зріст, був різностороннім гравцем, що дозволяло йому грати на різних позиціях в лінії нападу. Найчастіше він займав місце правого інсайда, але міг також зіграти центрфорварда. Гра Гшвайдля була надійною і націленою на команду. Маючи високий рівень техніки, він міг як подовгу контролювати м'яч, так і вести швидкий розіграш. Завдяки цим якостям, Гшвайдль відразу ж закріпився в основі «Ферста» і добився з командою великих успіхів. Він став п'ятиразовим чемпіоном Австрії, а також тричі вигравав Кубок Австрії, при цьому у фіналах 1929 і 1930 років нападник забивав переможні голи. Також після аншлюсу виграв Кубок Німеччини у 1943 році. Найбільш великим досягненням у кар'єрі Гшвайдля стала перемога в Кубку Мітропи 1931 року, у фіналі якого «Ферст» обіграв австрійський клуб ВАК з загальним рахунком 5:3.
У 1935 році Гшвайдль очолив «Ферст» як граючий тренер. Свої останні матчі в чемпіонаті Австрії нападник зіграв у 1948 році у віці 45 років, після чого завершив кар'єру футболіста. У загальній складності Гшвайдль провів за «Ферст» 774 матчі (включаючи товариські ігри). 

## Виступи за збірну
4 травня 1924 року дебютував в офіційних іграх у складі національної збірної Австрії в матчі проти збірної Угорщини у Будапешті. До моменту першого матчу так званої «Вундертім» 16 травня 1931 року проти Шотландії Гшвайдлю було вже 29 років і він мав на рахунку 27 ігор за збірну. В команді Хуго Майсля нападник став ідеальним партнером Маттіасу Сінделару, завдяки голевому чуттю і вмінню грати головою. Всього за період виступу в команді Гшвайдль забив 6 голів у ворота Німеччини, Швейцарії та Угорщини. Його останнім матчем за збірну стала гра проти Італії 24 березня 1935 року, яка завершилася поразкою австрійців з рахунком 0:2.
Протягом кар'єри у національній команді, яка тривала 12 років, провів у формі головної команди країни 44 матчі, забивши 12 голів.

## Кар'єра тренера
Відразу після відходу з «Ферста» Гшвайдль очолив швейцарський клуб «Янг Бойз», проте незабаром вирішив повернутися до своєї старої професії бухгалтера, якою займався аж до виходу на пенсію.

## Смерть і пам'ять
Фріц Гшвайдль помер 15 квітня 1970 року у віці 68 років. Похований у Відні, на кладовищі в районі Штаммерсдорф. У 1993 році його ім'ям (нім. Gschweidlgasse) була названа одна з віденських алей у районі Флорідсдорф.

## Статистика виступів
| Клуб              | Сезон             | Ліга | Ліга | Кубки | Кубки | Кубок Мітропи | Кубок Мітропи | Інші | Інші | Разом | Разом |
| Клуб              | Сезон             | Ігри | Голи | Ігри  | Голи  | Ігри          | Голи          | Ігри | Голи | Ігри  | Голи  |
| ----------------- | ----------------- | ---- | ---- | ----- | ----- | ------------- | ------------- | ---- | ---- | ----- | ----- |
| Бевегунг XX       | 1922/23           | ?    | ?    | 3     | 3     | -             | -             | 0    | 0    | ?     | ?     |
| Бевегунг XX       | 1923/24           | ?    | ?    | 2     | 2     | -             | -             | 0    | 0    | ?     | ?     |
| Бевегунг XX       | Разом             | ?    | ?    | 5     | 5     | 0             | 0             | 0    | 0    | 5+    | 5+    |
| «Ферст Вієнна»    | 1923/24           | 9    | 3    | 0     | 0     | -             | -             | 0    | 0    | 9     | 3     |
| «Ферст Вієнна»    | 1924/25           | 19   | 7    | 3     | 1     | -             | -             | 0    | 0    | 22    | 8     |
| «Ферст Вієнна»    | 1925/26           | 22   | 7    | 5     | 2     | -             | -             | 0    | 0    | 27    | 9     |
| «Ферст Вієнна»    | 1926/27           | 22   | 10   | 1     | 0     | 0             | 0             | 0    | 0    | 23    | 10    |
| «Ферст Вієнна»    | 1927/28           | 23   | 18   | 2     | 2     | 0             | 0             | 0    | 0    | 25    | 20    |
| «Ферст Вієнна»    | 1928/29           | 19   | 13   | 4     | 7     | 4             | 3             | 0    | 0    | 27    | 23    |
| «Ферст Вієнна»    | 1929/30           | 19   | 3    | 4     | 4     | 2             | 1             | 4    | 6    | 29    | 14    |
| «Ферст Вієнна»    | 1930/31           | 18   | 14   | 7     | 5     | 6             | 3             | 0    | 0    | 31    | 22    |
| «Ферст Вієнна»    | 1931/32           | 21   | 15   | 2     | 1     | 4             | 0             | 0    | 0    | 27    | 16    |
| «Ферст Вієнна»    | 1932/33           | 9    | 3    | 0     | 0     | 1             | 0             | 0    | 0    | 10    | 3     |
| «Ферст Вієнна»    | 1933/34           | 21   | 5    | 3     | 4     | 0             | 0             | 1    | 0    | 25    | 9     |
| «Ферст Вієнна»    | 1934/35           | 20   | 8    | 1     | 2     | 1             | 0             | 3    | 2    | 25    | 12    |
| «Ферст Вієнна»    | 1935/36           | 21   | 7    | 5     | 2     | 4             | 1             | 0    | 0    | 30    | 10    |
| «Ферст Вієнна»    | 1936/37           | 19   | 4    | 5     | 4     | 6             | 2             | 0    | 0    | 30    | 10    |
| «Ферст Вієнна»    | 1937/38           | 6    | 0    | 0     | 0     | 0             | 0             | 0    | 0    | 6     | 0     |
| «Ферст Вієнна»    | 1938/39           | ?    | 4    | 2     | 0     | 0             | 0             | 0    | 0    | ?     | 4     |
| «Ферст Вієнна»    | 1939/40           | ?    | 2    | 1     | 0     | 0             | 0             | 0    | 0    | ?     | 2     |
| «Ферст Вієнна»    | 1940/41           | ?    | 0    | 0     | 0     | -             | -             | 0    | 0    | ?     | 0     |
| «Ферст Вієнна»    | 1941/42           | 1+   | 0    | 0     | 0     | -             | -             | 0    | 0    | ?     | 0     |
| «Ферст Вієнна»    | 1942/43           | 1+   | 0    | 0     | 0     | -             | -             | 0    | 0    | ?     | 0     |
| «Ферст Вієнна»    | 1943/44           | 1+   | 2    | 0     | 0     | -             | -             | 0    | 0    | ?     | 2     |
| «Ферст Вієнна»    | 1944/45           | ?    | 0    | 0     | 0     | -             | -             | 0    | 0    | ?     | 0     |
| «Ферст Вієнна»    | 1945/46           | ?    | 1    | ?     | 0     | -             | -             | 0    | 0    | ?     | 1     |
| «Ферст Вієнна»    | 1946/47           | ?    | 0    | ?     | 0     | -             | -             | 0    | 0    | ?     | 0     |
| «Ферст Вієнна»    | 1947/48           | ?    | 0    | ?     | 0     | -             | -             | 0    | 0    | ?     | 0     |
| «Ферст Вієнна»    | Разом             | 271+ | 126  | 45+   | 34    | 28            | 10            | 8    | 8    | 352+  | 178   |
| Всього за кар'єру | Всього за кар'єру | 271+ | 126+ | 50+   | 39    | 28            | 10            | 8    | 8    | 357+  | 183+  |

### Статистика виступів у кубку Мітропи
| №                      | Розіграш               | Стадія                 | Дата та місце проведення | Команда 1              | Рахунок | Команда 2              | Голи та інші дії |
| ---------------------- | ---------------------- | ---------------------- | ------------------------ | ---------------------- | ------- | ---------------------- | ---------------- |
| 1                      | 1929                   | 1/4                    | 23.06.1929, Будапешт     | Хунгарія (Будапешт)    | 1:4     | Ферст Вієнна           | 68'              |
| 2                      | 1929                   | 1/4                    | 07.07.1929, Відень       | Ферст Вієнна           | 1:0     | Хунгарія (Будапешт)    | 75'              |
| 3                      | 1929                   | 1/2                    | 18.08.1929, Відень       | Ферст Вієнна           | 3:2     | Славія (Прага)         | 50'              |
| 4                      | 1929                   | 1/2                    | 28.08.1929, Прага        | Славія (Прага)         | 4:2     | Ферст Вієнна           |                  |
| 5                      | 1930                   | 1/4                    | 12.07.1930, Прага        | Спарта (Прага)         | 2:1     | Ферст Вієнна           | 67'              |
| 6                      | 1930                   | 1/4                    | 19.07.1930, Відень       | Ферст Вієнна           | 2:3     | Спарта (Прага)         |                  |
| 7                      | 1931                   | 1/4                    | 27.06.1931, Відень       | Ферст Вієнна           | 3:0     | Бочкаї (Дебрецен)      | 8' 40'           |
| 8                      | 1931                   | 1/4                    | 5.07.1931, Будапешт      | Бочкаї (Дебрецен)      | 0:4     | Ферст Вієнна           |                  |
| 9                      | 1931                   | 1/2                    | 20.09.1931, Рим          | Рома (Рим)             | 2:3     | Ферст Вієнна           | 51'              |
| 10                     | 1931                   | 1/2                    | 24.09.1931, Відень       | Ферст Вієнна           | 3:1     | Рома (Рим)             |                  |
| 11                     | 1931                   | фінал                  | 8.11.1931, Цюрих         | Ферст Вієнна           | 3:2     | ВАК                    |                  |
| 12                     | 1931                   | фінал                  | 12.11.1931, Відень       | ВАК                    | 1:2     | Ферст Вієнна           |                  |
| 13                     | 1932                   | 1/4                    | 25.06.1932, Відень       | Ферст Вієнна           | 5:3     | Уйпешт (Будапешт)      |                  |
| 14                     | 1932                   | 1/4                    | 29.06.1932, Будапешт     | Уйпешт (Будапешт)      | 1:1     | Ферст Вієнна           |                  |
| 15                     | 1932                   | 1/2                    | 10.07.1932, Болонья      | Болонья                | 2:0     | Ферст Вієнна           |                  |
| 16                     | 1932                   | 1/2                    | 17.07.1932, Відень       | Ферст Вієнна           | 1:0     | Болонья                |                  |
| 17                     | 1933                   | 1/4                    | 2.07.1933, Мілан         | Амброзіана-Інтер       | 4:0     | Ферст Вієнна           |                  |
| 18                     | 1935                   | 1/8                    | 18.06.1935, Відень       | Ферст Вієнна           | 1:1     | Спарта (Прага)         |                  |
| 19                     | 1936                   | 1/8                    | 20.06.1936, Будапешт     | Хунгарія (Будапешт)    | 0:2     | Ферст Вієнна           |                  |
| 20                     | 1936                   | 1/8                    | 28.06.1936, Відень       | Ферст Вієнна           | 5:1     | Хунгарія (Будапешт)    | 3'               |
| 21                     | 1936                   | 1/4                    | 5.07.1936, Відень        | Ферст Вієнна           | 2:0     | Амброзіана-Інтер       |                  |
| 22                     | 1936                   | 1/4                    | 12.07.1936, Мілан        | Амброзіана-Інтер       | 4:1     | Ферст Вієнна           |                  |
| 23                     | 1937                   | 1/8                    | 13.06.1937, Відень       | Ферст Вієнна           | 2:1     | Янг Фелловз            | 36'              |
| 24                     | 1937                   | 1/8                    | 27.06.1937, Цюрих        | Янг Фелловз            | 1:0     | Ферст Вієнна           |                  |
| 25                     | 1937                   | 1/8 , перегравання     | 29.06.1937, Цюрих        | Янг Фелловз            | 0:2     | Ферст Вієнна           | 83'              |
| 26                     | 1937                   | 1/4                    | 4.07.1937, Будапешт      | Ференцварош (Будапешт) | 2:1     | Ферст Вієнна           |                  |
| 27                     | 1937                   | 1/4                    | 11.07.1937, Відень       | Ферст Вієнна           | 1:0     | Ференцварош (Будапешт) |                  |
| 28                     | 1937                   | 1/4 перегравання       | 14.07.1937, Будапешт     | Ференцварош (Будапешт) | 2:1     | Ферст Вієнна           |                  |
| Всього у кубку Мітропи | Всього у кубку Мітропи | Всього у кубку Мітропи | Всього у кубку Мітропи   | Всього у кубку Мітропи | 28      |                        | 10               |

## Титули і досягнення
- Чемпіон Австрії (5):

«Ферст Вієнна»: 1930–31, 1932–33, 1941–42, 1942–43, 1943–44
- Володар Кубка Австрії (3):

«Ферст Вієнна»: 1928–29, 1929–30, 1936–37
- Володар Кубка Німеччини (1):

«Ферст Вієнна»: 1943
- Володар Кубка Мітропи (1):

«Ферст Вієнна»: 1931